# Amt Wiedingharde

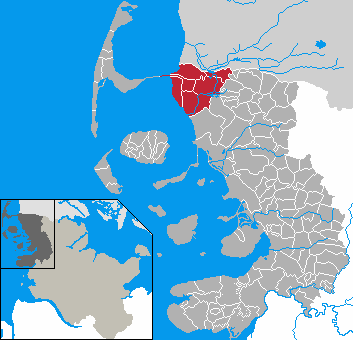
Lage des ehem. Amtes Wiedingharde im Kreis Nordfriesland

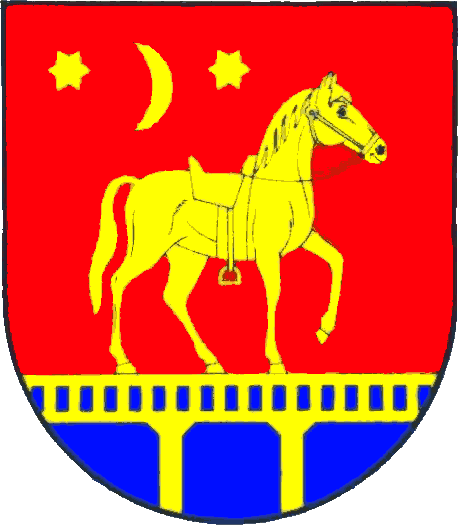
Wappen des ehem. Amtes Wiedingharde

Das Amt Wiedingharde war ein Amt im Kreis Nordfriesland in Schleswig-Holstein. Am 1. Januar 2008 ging es im Amt Südtondern auf.
Das Amt war nach der Wiedingharde, einem unteren Verwaltungsbezirk im Herzogtum Schleswig, bezeichnet. Es hatte eine Fläche von 125 km² und zuletzt knapp 4400 Einwohner in den Gemeinden
1. Aventoft
2. Emmelsbüll-Horsbüll
3. Friedrich-Wilhelm-Lübke-Koog
4. Klanxbüll
5. Neukirchen
6. Rodenäs

## Geschichte
1967 wurde aus den Gemeinden der aufgelösten Ämter Emmelsbüll und Neukirchen das Amt Wiedingharde gebildet. Dies umfasste zunächst sieben Gemeinden, da sich die Gemeinden Emmelsbüll und Horsbüll erst 1974 zu Emmelsbüll-Horsbüll zusammenschlossen. Amtssitz war zunächst die Gemeinde Neukirchen. Ab dem 1. Oktober 2005 wurde das Amt im Rahmen einer Verwaltungsgemeinschaft durch die Stadt Niebüll verwaltet, die selbst nicht Teil des Amtes war.
Zum 1. Januar 2008 schloss sich das Amt mit der Stadt Niebüll, der Gemeinde Leck und den Ämtern Karrharde, Süderlügum und Bökingharde zum neuen Amt Südtondern mit Sitz in Niebüll zusammen.

## Wappen
Blasonierung: „Im blauen Schildfuß eine auf zwei Stützen ruhende, goldene hölzerne Brücke, darauf in Rot ein nach links schreitendes goldenes Pferd mit Sattel und Steigbügel. Oben rechts ein beiderseits von einem sechsstrahligen goldenen Stern begleiteter zunehmender goldener Mond.“